# 米格尔·卡尔德龙
米格尔·卡尔德龙·戈麦斯（西班牙語：Miguel Calderón Gómez，1950年10月30日—），古巴男子篮球运动员。他曾代表古巴国家队参加1968年、1972年和1980年夏季奥林匹克运动会篮球比赛，其中1972年奥运会获得一枚铜牌。